# Garnek

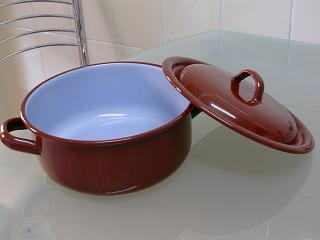
Stalowy garnek emaliowany z pokrywką

Garnek – naczynie kuchenne służące do gotowania lub duszenia potraw, najczęściej w kształcie cylindra z dnem i z dwoma uchwytami na zewnętrznych ścianach. Zwykle wyposażony jest w pokrywkę z uchwytem.

## Wykonanie
Garnki mogą być wykonywane z różnych materiałów odpornych na wysoką temperaturę i deformację np.:
- stal węglowa – najczęściej emaliowane i zdobione
- stopy aluminium
- miedź i jej stopy
- stal nierdzewna najczęściej typu 18/8 (18% chromu – 8% niklu) lub 18/10
- żeliwo
- szkło
- ceramika (w tym glina)

### Naczynia ze stali nierdzewnej
Wykorzystywane są w gospodarstwach domowych i gastronomii. Wykonuje się je najczęściej ze stali nierdzewnej chromowo-niklowej typu 18/8 – zawierającej około 8% niklu i 18% chromu. Zastosowanie tego materiału do produkcji naczyń zwiększa bezpieczeństwo zdrowotne (gładka powierzchnia powstrzymująca rozwój mikroorganizmów), brak toksyczności, higienę, łatwość utrzymania ich w czystości i ładny wygląd. 
Naczynia ze stali nierdzewnej, dzięki zastosowaniu zwiększonej zawartości chromu, są odporne na działanie stężonych kwasów i zasad oraz wysokich temperatur.
Garnki ze stali nierdzewnej dość często mają wielowarstwowe dno (3–6 warstw). Zewnętrzne warstwy wykonane są ze stali nierdzewnej, wewnętrzne zazwyczaj z aluminium, czasami też z miedzi. Zastosowanie warstwy dobrze przewodzącej ciepło pozwala bardziej równomiernie rozprowadzać je po powierzchni, co zmniejsza lub wyklucza przypalanie się gotowanych potraw. 
Ze względu na występowanie naprężeń i odkształceń spowodowanych dużą różnicą temperatur między zewnętrzną i wewnętrzną stroną dna garnka, poszczególne warstwy muszą być tak kształtowane aby nie dochodziło do deformacji dna garnka, jak i do rozwarstwienia dna. Deformacja dna jest szczególnie niebezpieczna przy używaniu garnków na elektrycznych płytach grzejnych. Deformacja zmniejsza pole powierzchni styku garnka z płytą, przez co zmniejsza się przekazywanie ciepła z grzejnika do garnka, oraz występują nierównomierności w nagrzewaniu się podgrzewanych potraw, co sprzyja przypalaniu.